# Metropolitana di Taichung
La metropolitana di Taichung è la metropolitana che serve la città taiwanese di Taichung.